# Karol Kennedy
Karol Estelle Kennedy Kucher (né le 14 février 1932 à Shelton - mort le 25 juin 2004 à Seattle) est une patineuse artistique américaine.

## Biographie

### Carrière sportive
Avec son frère Peter Kennedy, elle remporte cinq fois les championnats des États-Unis de patinage artistique de 1948 à 1952. Connus comme les « Kennedy Kids », ils remportent la médaille d'or aux Championnats du monde de patinage artistique en 1950 et la médaille d'argent aux Jeux olympiques d'hiver de 1952.

## Palmarès
Avec son partenaire Peter Kennedy
| Compétition                                                        | 1944 | 1945 | 1946 | 1947 | 1948 | 1949 | 1950 | 1951 | 1952 |
| Jeux olympiques d'hiver                                            | JA   |      |      |      | 6e   |      |      |      | 2e   |
| Championnats du monde                                              | CA   | CA   | CA   | 2e   | 4e   | 2e   | 1re  | 2e   | 2e   |
| Championnats d'Amérique du Nord                                    |      | CA   |      | 3e   |      | 1re  |      | 1re  |      |
| Championnats des États-Unis                                        | CA   | CA   | 2e   | 2e   | 1re  | 1re  | 1re  | 1re  | 1re  |
| Légende : JA = Jeux olympiques annulés ; CA = Championnats annulés |      |      |      |      |      |      |      |      |      |